# 姆斯季申
50°37′36″N 25°21′5″E / 50.62667°N 25.35139°E
姆斯季申（烏克蘭語：Мстишин），是烏克蘭的村落，位於該國西部沃倫州，由盧茨克區負責管轄，始建於1570年，面積0.62平方公里，海拔高度190米，人口249，人口密度每平方公里440.32人。